# John Klingberg
John Klingberg (* 14. August 1992 in Lerum) ist ein schwedischer Eishockeyspieler, der seit Juli 2025 bei den San Jose Sharks aus der National Hockey League unter Vertrag steht. Zuvor verbrachte der Verteidiger acht Jahre bei den Dallas Stars und lief kurzzeitig für die Anaheim Ducks, Minnesota Wild, Toronto Maple Leafs und Edmonton Oilers auf. Mit der schwedischen Nationalmannschaft gewann er jeweils die Goldmedaille bei den Weltmeisterschaften 2017 und 2018. Sein älterer Bruder Carl Klingberg ist ebenfalls professioneller Eishockeyspieler.

## Karriere

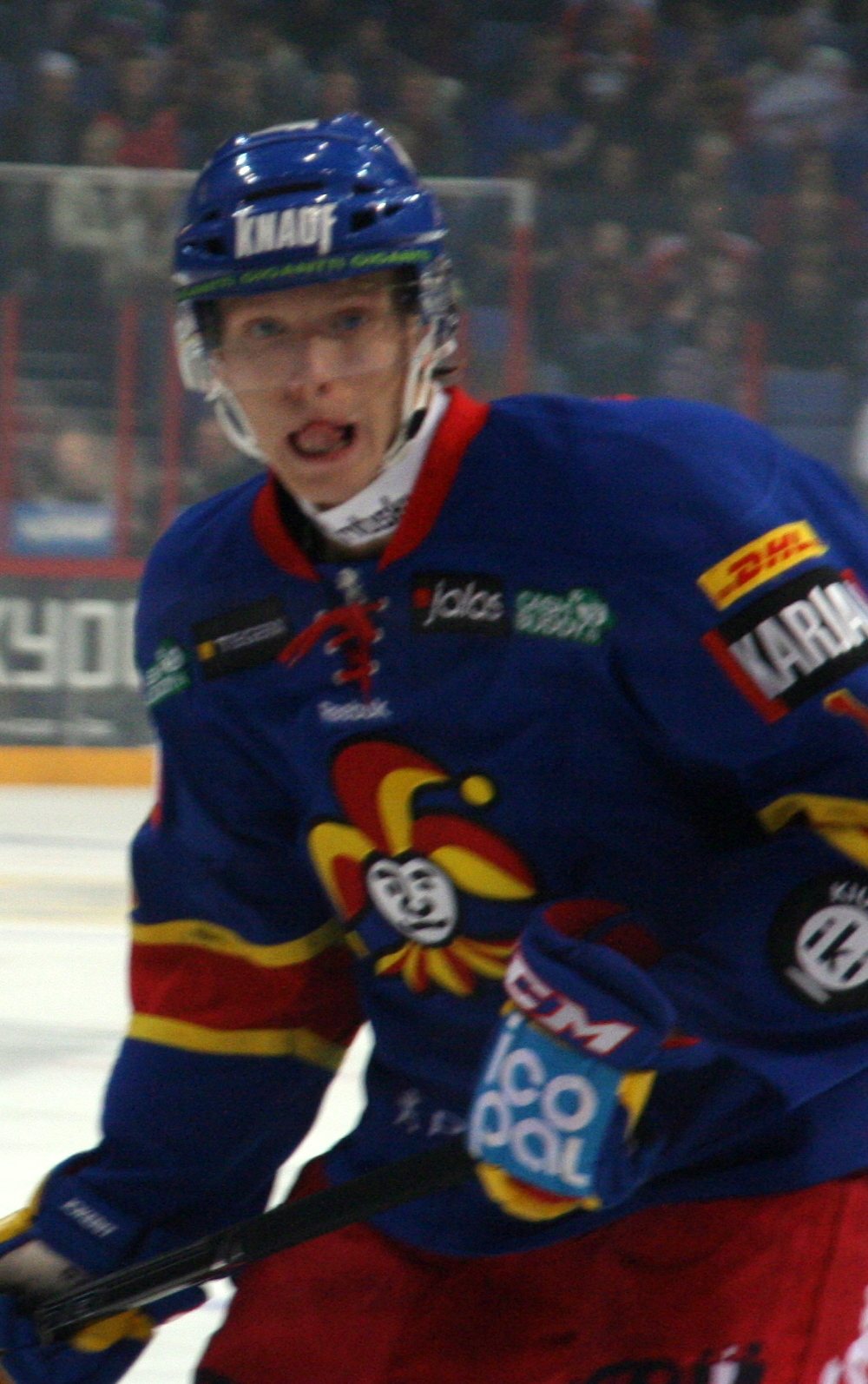
Klingberg im Trikot von Jokerit Helsinki (2011)

John Klingberg begann seine Karriere als Eishockeyspieler in der Nachwuchsabteilung des Frölunda HC, für dessen Profimannschaft er in der Saison 2010/11 sein Debüt in der Elitserien, der höchsten schwedischen Spielklasse, gab. In seinem Rookiejahr bereitete der Verteidiger in 26 Spielen fünf Tore vor. Parallel kam er in seiner ersten Spielzeit im professionellen Eishockey als Leihspieler zu sieben Einsätzen für den Borås HC in der HockeyAllsvenskan, der zweiten schwedischen Spielklasse, und erzielte dabei ein Tor. In der Saisonvorbereitung stand er zudem für Frölunda in fünf Spielen der European Trophy auf dem Eis und bereitete dabei zwei Tore vor.
Im April 2011 unterzeichnete Klingberg einen Einjahresvertrag bei Jokerit Helsinki aus der finnischen SM-liiga. Wenige Wochen später wurde er von den Dallas Stars, die ihn 2010 gedraftet hatten, mit einem Einstiegsvertrag über drei Jahre Laufzeit ausgestattet. Anschließend wurde er von den Stars für die Saison 2011/12 an Jokerit ausgeliehen. Diese Leihe wurde im Januar 2012 beendet und Klingberg stattdessen zum Skellefteå AIK geschickt, mit dem er 2013 die Schwedische Meisterschaft gewann. Nach diesem Erfolg wurde er für die Saison 2013/14 an seinen Heimatverein, den Frölunda HC, ausgeliehen.
Mit Beginn der Saison 2014/15 stand Klingberg erstmals im NHL-Aufgebot der Dallas Stars und kam so zu seinem Debüt in der National Hockey League. Im Laufe der Saison etablierte sich der Schwede im Team der Stars und erzielte insgesamt 40 Scorerpunkte in 65 Spielen, womit er die Topscorer der Rookie-Verteidiger der Liga anführte. Zudem wurde er zum NHL-Rookie des Monats Januar gewählt. Nach der Spielzeit unterzeichnete Klingberg in Dallas einen Siebenjahresvertrag mit einem geschätzten Gehaltsvolumen von etwa 30 Millionen Dollar. Zudem wurde er ins NHL All-Rookie Team der Saison berufen.
In der Saison 2017/18 steigerte der Schwede seine persönliche Statistik auf 67 Punkte und platzierte sich damit unter allen Verteidigern der Liga gemeinsam mit Brent Burns auf Rang zwei hinter John Carlson. Mit den Stars erreichte er in den Playoffs 2020 das Endspiel um den Stanley Cup, unterlag dort jedoch den Tampa Bay Lightning mit 2:4.
Nach über acht Jahren in der Organisation der Stars gelang es beiden Parteien nach der Saison 2021/22 nicht, sich auf eine Vertragsverlängerung zu einigen, sodass er sich im Juli 2022 als Free Agent den Anaheim Ducks anschloss. Dort unterzeichnete vorerst einen mit sieben Millionen US-Dollar dotierten Einjahresvertrag, erfüllte diesen jedoch nicht in Kalifornien, da ihn die Ducks im März 2023 kurz vor der Trade Deadline an die Minnesota Wild abgaben. Im Gegenzug wechselten Andrej Šustr, Nikita Nesterenko sowie ein Viertrunden-Wahlrecht im NHL Entry Draft 2025 nach Anaheim. Darüber hinaus übernahmen die Ducks weiterhin die Hälfte von Klingbergs Gehalt. Ebenfalls als Free Agent wechselte er im weiteren Verlauf im Juli 2023 zu den Toronto Maple Leafs, wo er allerdings den Großteil der Spielzeit 2023/24 aufgrund einer Hüftverletzung verpasste. Sein Vertrag wurde im Sommer 2024 nicht verlängert.
Im Januar 2025 schloss Klingberg sich dann, abermals als Free Agent, den Edmonton Oilers an. Dort erreichte er mit dem Team am Ende der Playoffs 2025 sein zweites Stanley-Cup-Finale, verlor jedoch auch dieses, mit 2:4 gegen die Florida Panthers. Ebenfalls als Free Agent wechselte er im Juli 2025 per Einjahresvertrag zu den San Jose Sharks.

### International
Für Schweden nahm Klingberg an der U20-Junioren-Weltmeisterschaft 2011 teil. Im Turnierverlauf erzielte er in sechs Spielen je ein Tor und eine Vorlage. Im Senioren-Bereich gehörte zu Schwedens Aufgebot bei den Weltmeisterschaften 2015, 2017 und 2018, wobei er mit dem Team 2017 und 2018 die Goldmedaille gewann. Darüber hinaus wurde er beim Turnier 2018 als bester Verteidiger geehrt.

## Erfolge und Auszeichnungen
- 2013 Schwedischer Meister mit Skellefteå AIK
- 2015 NHL-Rookie des Monats Januar
- 2015 NHL All-Rookie Team
- 2018 Teilnahme am NHL All-Star Game

### International
- 2012 Goldmedaille bei der U20-Junioren-Weltmeisterschaft
- 2017 Goldmedaille bei der Weltmeisterschaft
- 2018 Goldmedaille bei der Weltmeisterschaft
- 2018 Bester Verteidiger der Weltmeisterschaft

## Karrierestatistik
Stand: Ende der Saison 2024/25

### International
Vertrat Schweden bei:
| - U20-Junioren-Weltmeisterschaft 2011 - U20-Junioren-Weltmeisterschaft 2012 - Weltmeisterschaft 2015 | - Weltmeisterschaft 2017 - Weltmeisterschaft 2018 - Weltmeisterschaft 2019 |

(Legende zur Spielerstatistik: Sp oder GP = absolvierte Spiele; T oder G = erzielte Tore; V oder A = erzielte Assists; Pkt oder Pts = erzielte Scorerpunkte; SM oder PIM = erhaltene Strafminuten; +/− = Plus/Minus-Bilanz; PP = erzielte Überzahltore; SH = erzielte Unterzahltore; GW = erzielte Siegtore; 1 Play-downs/Relegation; Kursiv: Statistik nicht vollständig)